# Cruz de Mérito para Mulheres e Raparigas

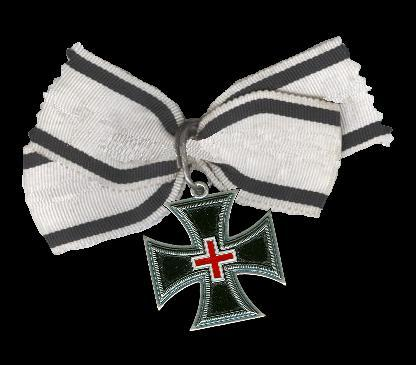
Cruz de Mérito para Mulheres e Raparigas

A Cruz de Mérito para Mulheres e Raparigas (em alemão: Ehrenkreuz für Frauen und Jungfrauen) foi criada em 22 de Março de 1871 pelo Kaiser Guilherme I da Alemanha, então como rei da Prússia. A condecoração destinava-se apenas a mulheres, no sentido lato, e não era uma Ordem de Senhoras, no sentido mais restrito. As mulheres e raparigas recebiam a distinção por indicação da Imperatriz Augusta, e era entregue pelo Kaiser.
Esta condecoração tinha por objectivo recompensar os sacrifícios pessoais em prol das tropas, e das suas famílias, que participaram na Guerra franco-prussiana, de 1870-1871.

## Descrição da Cruz
A Cruz era muito semelhante à Cruz de Ferro, no entanto, no face tinha o emblema da Cruz Vermelha, e no reverso uma coroa real acima da inscrição "A" e "W", e da data 1870-1871. A cruz era usada suspensa de uma fita do lado esquerdo do peito. A fita era igual à da Cruz de Ferro para não-combatentes, branca com riscas pretas no bordo.